# Jan Delay/Diskografie
Diese Diskografie ist eine Übersicht über die musikalischen Werke des deutschen Funk-Sängers Jan Delay und seinen Pseudonymen wie Eissfeldt, Eißfeldt 65, Eizi Eiz und Jan Eissfeldt. Den Schallplattenauszeichnungen zufolge hat er bisher mehr als 2,3 Millionen Tonträger verkauft, davon alleine in seiner Heimat über 2,2 Millionen. Seine erfolgreichste Veröffentlichung ist die Autorenbeteiligung Ahnma mit über 600.000 verkauften Einheiten.

## Alben

### Studioalben
| Jahr | Titel                             | Höchstplatzierung, Gesamtwochen, AuszeichnungChartplatzierungen (Jahr, Titel, Platzierungen, Wochen, Auszeichnungen, Anmerkungen) | Höchstplatzierung, Gesamtwochen, AuszeichnungChartplatzierungen (Jahr, Titel, Platzierungen, Wochen, Auszeichnungen, Anmerkungen) | Höchstplatzierung, Gesamtwochen, AuszeichnungChartplatzierungen (Jahr, Titel, Platzierungen, Wochen, Auszeichnungen, Anmerkungen) | Anmerkungen                                               |
| Jahr | Titel                             | DE | AT | CH | Anmerkungen                                               |
| ---- | --------------------------------- | --- | --- | --- | --------------------------------------------------------- |
| 2001 | Searching for the Jan Soul Rebels | DE12 (10 Wo.)DE | AT21 (10 Wo.)AT | CH69 (5 Wo.)CH | Erstveröffentlichung: 12. März 2001                       |
| 2006 | Mercedes-Dance                    | DE1 ×3Dreifachgold · (47 Wo.)DE                                                                                                   | AT3 Gold · (16 Wo.)AT | CH2 Gold · (17 Wo.)CH | Erstveröffentlichung: 4. August 2006 Verkäufe: + 330.000  |
| 2009 | Wir Kinder vom Bahnhof Soul       | DE1 ×3Dreifachgold · (54 Wo.)DE                                                                                                   | AT2 Gold · (19 Wo.)AT | CH1 Gold · (37 Wo.)CH | Erstveröffentlichung: 14. August 2009 Verkäufe: + 325.000 |
| 2014 | Hammer & Michel                   | DE1 Gold · (23 Wo.)DE | AT3 (6 Wo.)AT | CH4 (10 Wo.)CH | Erstveröffentlichung: 11. April 2014 Verkäufe: + 100.000  |
| 2021 | Earth, Wind & Feiern              | DE3 (19 Wo.)DE | AT3 (15 Wo.)AT | CH1 (11 Wo.)CH | Erstveröffentlichung: 21. Mai 2021                        |

### Livealben
| Jahr | Titel                                               | Höchstplatzierung, Gesamtwochen, AuszeichnungChartplatzierungen (Jahr, Titel, Platzierungen, Wochen, Auszeichnungen, Anmerkungen) | Höchstplatzierung, Gesamtwochen, AuszeichnungChartplatzierungen (Jahr, Titel, Platzierungen, Wochen, Auszeichnungen, Anmerkungen) | Höchstplatzierung, Gesamtwochen, AuszeichnungChartplatzierungen (Jahr, Titel, Platzierungen, Wochen, Auszeichnungen, Anmerkungen) | Anmerkungen                                                                         |
| Jahr | Titel                                               | DE | AT | CH | Anmerkungen                                                                         |
| ---- | --------------------------------------------------- | --- | --- | --- | ----------------------------------------------------------------------------------- |
| 2007 | Mercedes-Dance Live                                 | DE*DE | AT58 (3 Wo.)AT | CH49 (15 Wo.)CH | Erstveröffentlichung: 25. Mai 2007 * Verkäufe zählen zu Mercedes-Dance              |
| 2010 | Live! Wir Kinder vom Bahnhof Soul                   | DE*DE | AT47 (1 Wo.)AT | — | Erstveröffentlichung: 4. Juni 2010 * Verkäufe zählen zu Wir Kinder vom Bahnhof Soul |
| 2015 | Hammer & Michel live                                | DE*DE | — | — | Erstveröffentlichung: 17. April 2015 * Verkäufe zählen zu Hammer & Michel           |
| 2022 | Earth, Wind & Feiern – Live aus dem Hamburger Hafen | DE*DE | — | — | Erstveröffentlichung: 3. Juni 2022 * Verkäufe zählen zu Earth, Wind & Feiern        |

### Kompilationen
| Jahr | Titel       | Höchstplatzierung, Gesamtwochen, AuszeichnungChartplatzierungen (Jahr, Titel, Platzierungen, Wochen, Auszeichnungen, Anmerkungen) | Höchstplatzierung, Gesamtwochen, AuszeichnungChartplatzierungen (Jahr, Titel, Platzierungen, Wochen, Auszeichnungen, Anmerkungen) | Höchstplatzierung, Gesamtwochen, AuszeichnungChartplatzierungen (Jahr, Titel, Platzierungen, Wochen, Auszeichnungen, Anmerkungen) | Anmerkungen                       |
| Jahr | Titel       | DE | AT | CH | Anmerkungen                       |
| ---- | ----------- | --- | --- | --- | --------------------------------- |
| 2024 | Forever Jan | DE5 (3 Wo.)DE | AT5 (1 Wo.)AT | CH9 (2 Wo.)CH | Erstveröffentlichung: 3. Mai 2024 |

### Remixalben
- 2007: Searching… – The Dubs (auf 1000 Exemplare limitiert)

### EPs
- 2002: Die Welt steht still EP (mit Sam Ragga Band)

## Singles

### Als Leadmusiker
| Jahr | Titel Album                                                                      | Höchstplatzierung, Gesamtwochen, AuszeichnungChartplatzierungen (Jahr, Titel, Album, Platzierungen, Wochen, Auszeichnungen, Anmerkungen) | Höchstplatzierung, Gesamtwochen, AuszeichnungChartplatzierungen (Jahr, Titel, Album, Platzierungen, Wochen, Auszeichnungen, Anmerkungen) | Höchstplatzierung, Gesamtwochen, AuszeichnungChartplatzierungen (Jahr, Titel, Album, Platzierungen, Wochen, Auszeichnungen, Anmerkungen) | Anmerkungen                                                           |
| Jahr | Titel Album                                                                      | DE | AT | CH | Anmerkungen                                                           |
| ---- | -------------------------------------------------------------------------------- | --- | --- | --- | --------------------------------------------------------------------- |
| 1999 | Irgendwie, irgendwo, irgendwann Pop 2000 – Das gibt’s nur einmal (Sampler)       | DE2 Platin · (18 Wo.)DE | AT2 Gold · (14 Wo.)AT | CH5 (17 Wo.)CH | Erstveröffentlichung: 1. November 1999 Verkäufe: + 525.000; mit Denyo |
| 2001 | Ich möchte nicht, dass ihr meine Lieder singt! Searching for the Jan Soul Rebels | DE80 (3 Wo.)DE | AT64 (1 Wo.)AT | — | Erstveröffentlichung: 2. April 2001                                   |
| 2006 | Klar Mercedes-Dance                                                              | DE20 Gold · (15 Wo.)DE | AT12 (17 Wo.)AT | CH15 (30 Wo.)CH | Erstveröffentlichung: 21. Juli 2006 Verkäufe: + 150.000               |
| 2006 | Für immer und dich Mercedes-Dance                                                | DE45 (9 Wo.)DE | AT51 (5 Wo.)AT | CH77 (2 Wo.)CH | Erstveröffentlichung: 20. Oktober 2006                                |
| 2007 | Feuer Mercedes-Dance                                                             | DE35 (9 Wo.)DE | AT54 (4 Wo.)AT | — | Erstveröffentlichung: 9. Februar 2007                                 |
| 2007 | Im Arsch Mercedes-Dance                                                          | DE55 (6 Wo.)DE | — | — | Erstveröffentlichung: 4. Mai 2007 feat. Udo Lindenberg                |
| 2007 | Türlich, türlich (Word Up) Mercedes-Dance Live                                   | DE31 (9 Wo.)DE | AT49 (11 Wo.)AT | CH84 (1 Wo.)CH | Erstveröffentlichung: 6. Juli 2007                                    |
| 2009 | Oh Jonny Wir Kinder vom Bahnhof Soul                                             | DE6 Gold · (24 Wo.)DE | AT14 (20 Wo.)AT | CH19 (22 Wo.)CH | Erstveröffentlichung: 24. Juli 2009 Verkäufe: + 150.000               |
| 2009 | Disko Wir Kinder vom Bahnhof Soul                                                | DE44 (6 Wo.)DE | — | — | Erstveröffentlichung: 20. November 2009                               |
| 2010 | Hoffnung Wir Kinder vom Bahnhof Soul                                             | DE23 (6 Wo.)DE | — | CH68 (1 Wo.)CH | Erstveröffentlichung: 5. März 2010                                    |
| 2014 | Liebe Hammer & Michel                                                            | DE59 (1 Wo.)DE | — | — | Erstveröffentlichung: 6. März 2014                                    |
| 2014 | St. Pauli Hammer & Michel                                                        | DE6 Gold · (16 Wo.)DE | AT71 (1 Wo.)AT | CH27 (6 Wo.)CH | Erstveröffentlichung: 28. März 2014 Verkäufe: + 150.000               |
| 2014 | Sie kann nicht tanzen Hammer & Michel                                            | DE94 (2 Wo.)DE | — | — | Erstveröffentlichung: 5. September 2014                               |
| 2018 | Grün-weiße Liebe –                                                               | DE52 (1 Wo.)DE | — | — | Erstveröffentlichung: 24. August 2018                                 |
| 2021 | Intro Earth, Wind & Feiern                                                       | DE— aDE | — | — | Erstveröffentlichung: 29. Januar 2021                                 |
| 2021 | Eule Earth, Wind & Feiern                                                        | DE96 (1 Wo.)DE | — | — | Erstveröffentlichung: 19. März 2021 feat. Marteria                    |
| 2021 | Kinginmeimding Earth, Wind & Feiern                                              | DE— bDE | — | — | Erstveröffentlichung: 21. Mai 2021 feat. Summer Cem                   |

Weitere Singles
- 2001: Vergiftet
- 2021: Spass (feat. Denyo)
- 2022: Alles gut
- 2024: Siehst du das genau so? (Original: Sportfreunde Stiller)
- 2024: Hallo!

### Als Gastmusiker
| Jahr | Titel Album                                                                  | Höchstplatzierung, Gesamtwochen, AuszeichnungChartplatzierungen (Jahr, Titel, Album, Platzierungen, Wochen, Auszeichnungen, Anmerkungen) | Höchstplatzierung, Gesamtwochen, AuszeichnungChartplatzierungen (Jahr, Titel, Album, Platzierungen, Wochen, Auszeichnungen, Anmerkungen) | Höchstplatzierung, Gesamtwochen, AuszeichnungChartplatzierungen (Jahr, Titel, Album, Platzierungen, Wochen, Auszeichnungen, Anmerkungen) | Anmerkungen |
| Jahr | Titel Album                                                                  | DE | AT | CH | Anmerkungen |
| ---- | ---------------------------------------------------------------------------- | --- | --- | --- | --- |
| 2000 | Grüne Brille Deluxe Soundsystem                                              | DE38 (9 Wo.)DE | — | — | Erstveröffentlichung: 2. Oktober 2000 Dynamite Deluxe feat. Eißfeldt |
| 2000 | Sorry Basstard                                                               | DE69 (9 Wo.)DE | — | — | Erstveröffentlichung: 20. November 2000 D-Flame feat. Eißfeldt |
| 2001 | Vorsprechtermin Sleepwalker bittet zum … Vorsprechtermin                     | DE44 (9 Wo.)DE | — | — | Erstveröffentlichung: 11. Juni 2001 Sleepwalker feat. Hamburg City Allstars |
| 2008 | Alles bleibt anders TNT                                                      | DE71 (3 Wo.)DE | — | — | Erstveröffentlichung: 4. März 2008 Dynamite Deluxe feat. Jan Delay |
| 2008 | Ganz anders Stark wie zwei                                                   | DE28 (10 Wo.)DE | — | — | Erstveröffentlichung: 30. Mai 2008 Udo Lindenberg feat. Jan Delay |
| 2012 | Reeperbahn 2011 (What It’s Like) MTV Unplugged – Live aus dem Hotel Atlantic | DE37 (9 Wo.)DE | — | — | Erstveröffentlichung: 16. März 2012 Udo Lindenberg feat. Jan Delay |
| 2014 | Do They Know It’s Christmas? (Deutsche Version) –                            | DE1 (5 Wo.)DE | AT10 (3 Wo.)AT | CH21 (2 Wo.)CH | Erstveröffentlichung: 21. November 2014 mit Band Aid 30 Germany |
| 2020 | 17:30 Uhr KitschKrieg                                                        | DE— cDE | — | — | Erstveröffentlichung: 31. Juli 2020 KitschKrieg feat. Jan Delay |
| 2025 | Bissu dumm ¿ (Megalodon Remix) –                                             | DE8 (4 Wo.)DE | AT15 (2 Wo.)AT | CH19 (2 Wo.)CH | Erstveröffentlichung: 16. April 2025 Bonez MC & Nate57 feat. AchtVier, AK 33, AK Ausserkontrolle, Azad, Big Toe, Caney030, Celo & Abdi, Crackaveli, Curse, Dardan, Die P, Eno, Finch, Frauenarzt, Hakan Abi, Haze, Jaill, Jan Delay, Jonesmann, Juju, Kaisa Natron, Kolja Goldstein, Kontra K, Kwam.E, Laas Unltd., LX, Makko, Massiv, MP Freshly, Nizi19, Olexesh, OTW, Reeperbahn Kareem, Sa4, Saliou, Samra, Sido, Silva, Sil3A, Ski Aggu, Tom Hengst, Vega, Veysel, Zined |

## Gastbeiträge
- 2004: Mel and Eiz Air (Melbeatz feat. Mieze & Eizi Eiz)
- 2005: Nie mehr (mit Denyo & Nico Suave)
- 2007: Der Mond (mit Moonbootica)
- 2009: Soundhaudegen (mit Silly Walks Movement)
- 2009: I’m Raving (mit Moonbootica)
- 2012: Cheech & Chong (mit Haftbefehl)
- 2015: Kein Bock (Allstar Remix) (Denyo feat. Jan Delay, ASD, Megaloh & Bartek)
- 2016: Geradeaus (Megaloh feat. Jan Delay)

## Autorenbeteiligungen
- Silbermond

2009: Nicht mein Problem
Darüber hinaus schreibt er auch alle Lieder, in die er selbst involviert ist, selbst.

## Videoalben und Musikvideos

### Videoalben
| Jahr | Titel                                       | Höchstplatzierung, Gesamtwochen, AuszeichnungChartplatzierungen (Jahr, Titel, Platzierungen, Wochen, Auszeichnungen, Anmerkungen) | Höchstplatzierung, Gesamtwochen, AuszeichnungChartplatzierungen (Jahr, Titel, Platzierungen, Wochen, Auszeichnungen, Anmerkungen) | Höchstplatzierung, Gesamtwochen, AuszeichnungChartplatzierungen (Jahr, Titel, Platzierungen, Wochen, Auszeichnungen, Anmerkungen) | Anmerkungen                        |
| Jahr | Titel                                       | DE | AT | CH | Anmerkungen                        |
| ---- | ------------------------------------------- | --- | --- | --- | ---------------------------------- |
| 2007 | Mercedes Dance Live                         | — | — | — | Erstveröffentlichung: 25. Mai 2007 |
| 2012 | Hamburg brennt!! Live                       | DE16 (6 Wo.)DE | — | — | Erstveröffentlichung: 11. Mai 2012 |
| 2015 | Hammer & Michel - Live aus der Philipshalle | — | — | — | Erstveröffentlichung: 1. Mai 2015  |

### Musikvideos
| Jahr | Titel Album                                                                      | Regie               |
| ---- | -------------------------------------------------------------------------------- | ------------------- |
| 1999 | Irgendwie, irgendwo, irgendwann Pop 2000 (Sampler)                               |                     |
| 2000 | Grüne Brille Deluxe Soundsystem                                                  |                     |
| 2001 | Ich möchte nicht, dass ihr meine Lieder singt! Searching for the Jan Soul Rebels |                     |
| 2001 | Söhne Stammheims Searching for the Jan Soul Rebels                               |                     |
| 2001 | Vergiftet Searching for the Jan Soul Rebels                                      |                     |
| 2001 | Vorsprechtermin Sleepwalker bittet zum Vorsprechtermin                           | Alexander Eckert    |
| 2006 | Klar Mercedes-Dance                                                              | Guido Weiß          |
| 2006 | Für immer und dich Mercedes-Dance                                                | Joern Heitmann      |
| 2007 | Feuer Mercedes-Dance                                                             | Jörn Heitmann       |
| 2007 | Im Arsch Mercedes-Dance                                                          | Jörn Heitmann       |
| 2007 | Türlich, türlich / Word Up Mercedes-Dance Live                                   | Markus Gerwinat     |
| 2008 | Ganz anders Stark wie zwei                                                       | Markus Gerwinat     |
| 2009 | Oh Jonny Wir Kinder vom Bahnhof Soul                                             | Jörn Heitmann       |
| 2009 | Disko Wir Kinder vom Bahnhof Soul                                                |                     |
| 2010 | Hoffnung Wir Kinder vom Bahnhof Soul                                             | Jörn Heitmann       |
| 2014 | Liebe Hammer & Michel                                                            |                     |
| 2014 | St. Pauli Hammer & Michel                                                        | Jörn Heitmann       |
| 2014 | Sie kann nicht tanzen Hammer & Michel                                            |                     |
| 2014 | Do They Know It’s Christmas? (Deutsche Version)                                  |                     |
| 2015 | Kein Bock (Allstar Remix)                                                        | Christian Meyerholz |
| 2021 | Intro Earth, Wind & Feiern                                                       |                     |
| 2021 | Eule Earth, Wind & Feiern                                                        | Jörn Heitmann       |
| 2021 | Spass Earth, Wind & Feiern                                                       |                     |
| 2021 | Kinginmeimding Earth, Wind & Feiern                                              |                     |
| 2025 | Bissu dumm ¿ (Megalodon Remix)                                                   | Benny 030           |

## Boxsets
- 2007: Mercedes Dance Box

## Statistik

### Chartauswertung
|                     | DE    | AT    | CH    |
| ------------------- | ----- | ----- | ----- |
| Nummer-eins-Alben   | DE3DE | AT—AT | CH2CH |
| Top-10-Alben        | DE5DE | AT5AT | CH5CH |
| Alben in den Charts | DE7DE | AT8AT | CH7CH |

|                       | DE     | AT     | CH    |
| --------------------- | ------ | ------ | ----- |
| Nummer-eins-Singles   | DE1DE  | AT—AT  | CH—CH |
| Top-10-Singles        | DE5DE  | AT2AT  | CH1CH |
| Singles in den Charts | DE23DE | AT10AT | CH9CH |

### Auszeichnungen für Musikverkäufe
| 3× Goldene Schallplatte - Deutschland - 2020: für die Autorenbeteiligung und Produktion Ahnma (Beginner) |

Anmerkung: Auszeichnungen in Ländern aus den Charttabellen bzw. Chartboxen sind in ebendiesen zu finden.
| Land/RegionAuszeichnungen für Musikverkäufe (Land/Region, Auszeichnungen, Verkäufe, Quellen) | Gold       | Platin     | Verkäufe  | Quellen           |
| -------------------------------------------------------------------------------------------- | ---------- | ---------- | --------- | ----------------- |
| Deutschland (BVMI)                                                                           | 7× Gold7   | 4× Platin4 | 2.250.000 | musikindustrie.de |
| Österreich (IFPI)                                                                            | 3× Gold3   | —          | 50.000    | ifpi.at           |
| Schweiz (IFPI)                                                                               | 2× Gold2   | —          | 30.000    | hitparade.ch      |
| Insgesamt                                                                                    | 12× Gold12 | 4× Platin4 |           |                   |